# Concert Tour 2015 VOCALIST & SONGS 3 FINAL at ORIX THEATER
『Concert Tour 2015 VOCALIST & SONGS 3 FINAL at ORIX THEATER』（コンサート・ツアー・2015・ヴォーカリスト・アンド・ソングス・スリー・ファイナル・アット・オリックス・シアター）は2016年6月8日に発売された德永英明4作目のライブ・アルバム。

## 解説
『VOCALIST 6』 を携え展開した2015年全国ツアーより同年11月24日の大阪・オリックス劇場ファイナル公演を収録したライブ・アルバム。
初回限定盤には同年11月15日に東京国際フォーラムで収録された、ライブ映像のディレクターズカット版を収録したDVDが付属。

## 収録曲

### DISC.1
1. 春なのに（4:17）[3]
2. 桃色吐息（4:00）[3]
3. スローモーション（3:58）[3]
4. やさしい悪魔（3:20）[3]
5. 時代（4:31）[3]
6. M（5:35）[3]
7. 人形の家（3:50）[3]
8. 恋の季節（3:40）[3]
9. ハナミズキ（5:20）[3]
10. 月光（4:40）[3]
11. JUSTICE（5:41）[3]
12. 壊れかけのRadio（5:10）[3]
13. DAYS（4:55）[3]
14. 君の青（5:34）[3]

### DISC.2
1. 花は咲く（4:41）[3]
2. 雪の華（5:38）[3]
3. Let It Go ～ありのままで～（3:51）[3]
4. さよならの向う側（5:35）[3]
5. 透徹の空（5:30）[3]
6. レイニー ブルー（4:35）[3]

### 初回限定盤DVD　「2015年11月15日　東京国際フォーラム公演　ディレクターズカット」
1. 春なのに
2. 桃色吐息
3. スローモーション
4. やさしい悪魔
5. 時代
6. M
7. 人形の家
8. 恋の季節
9. ハナミズキ
10. 月光
11. JUSTICE
12. 壊れかけのRadio
13. DAYS
14. 君の青
15. 花は咲く
16. 輝きながら…
17. レイニー ブルー
18. home
19. さよならの向う側
20. ”エンディング・スペシャル・フィルム”MYSELF ～風になりたい～（Tokunaga's Track）